# Ardesie di Hunsrück
Le ardesie di Hunsrück sono un lagerstätten  della Germania occidentale, famoso in tutto il mondo per il suo tipo di fossilizzazione particolare: gli organismi, conservati piritizzati, conservano in dettaglio molte parti molli. Risalgono al Devoniano inferiore (408-400 milioni di anni fa).

## Conservazione degli organismi
Negli scisti neri di Hunsruck sono stati ritrovati numerosi fossili di organismi a corpo molle, che conducevano uno stile di vita bentonico o nectonico. Gli animali si sono fossilizzati in condizioni molto favorevoli alla conservazione, ovvero molto rapidamente e in assenza di ossigeno. I fossili non sono abbondanti nel giacimento, e si rinvengono soltanto dove la fratturazione si sviluppa in parallelo al piano di stratificazione.
La piritizzazione è un tipo di conservazione raro nella fossilizzazione, e si ritiene che richieda non solo un rapido seppellimento dell'organismo in sedimenti poveri di materie organiche, ma anche un'alta concentrazione di ferro e zolfo. Una simile piritizzazione è presente anche nei fossili del Cambriano provenienti da Maotianshan, in Cina.
Le migliori località in cui si rinvengono i fossili di Hunsruck sono le comunità di Bundenbach e Gemünden. Le ardesie furono ampiamente scavate nel passato, principalmente per la costruzione di tetti, attraverso piccoli pozzi (circa 600). Attualmente solo una di queste cave è ancora attiva, nella regione di Bundebach. Vi sono anche aree delle ardesie di Hunsruck in cui i fossili non sono né ben conservati né piritizzati; ciò indica che nella regione vi erano anche ambienti con acque basse e pienamente ossigenate.

## Composizione della fauna fossile
Trilobiti, cnidari, ctenofori, cefalopodi, tentaculiti, agnati, anellidi, artropodi ed echinodermi.

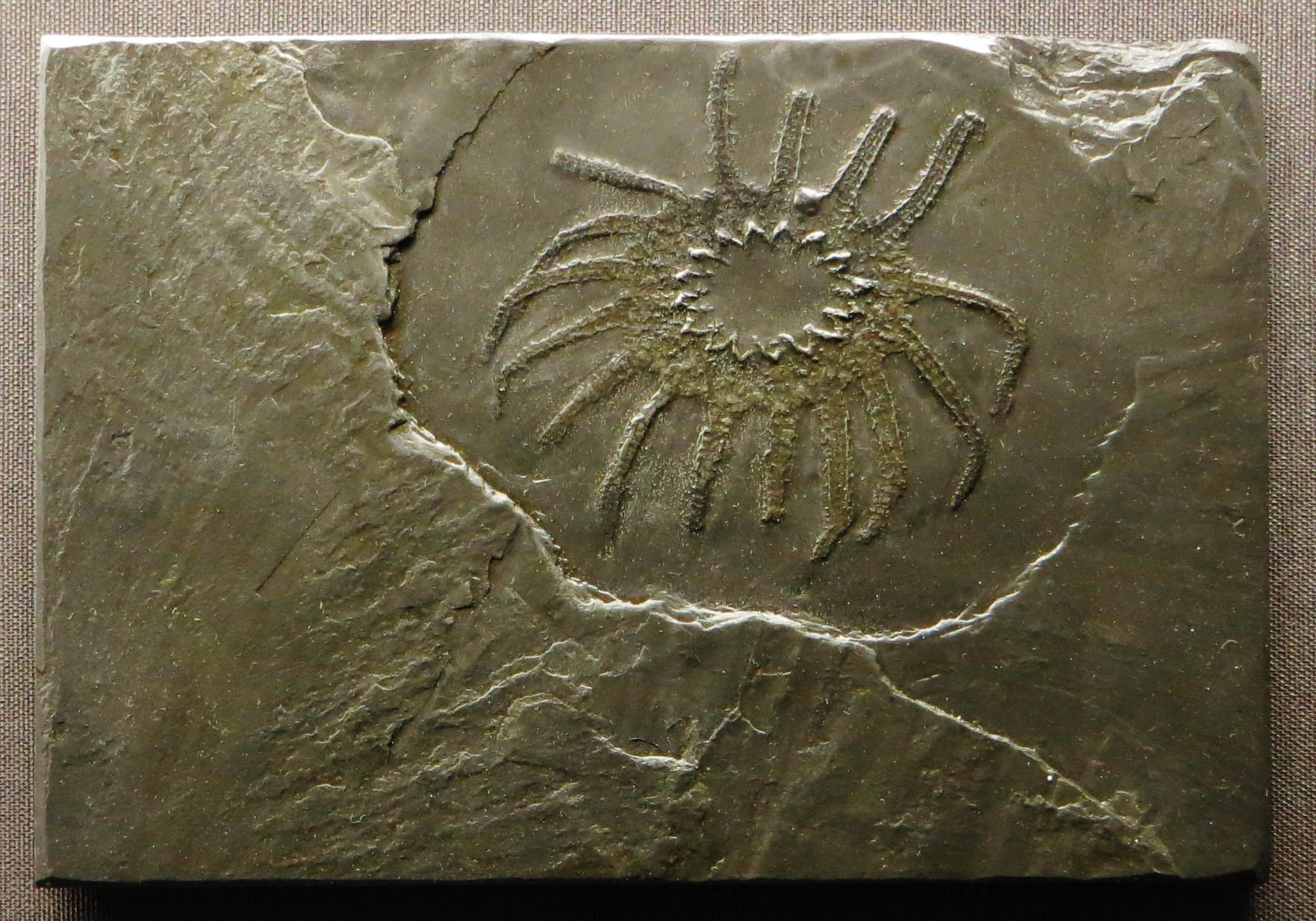
Helianthaster
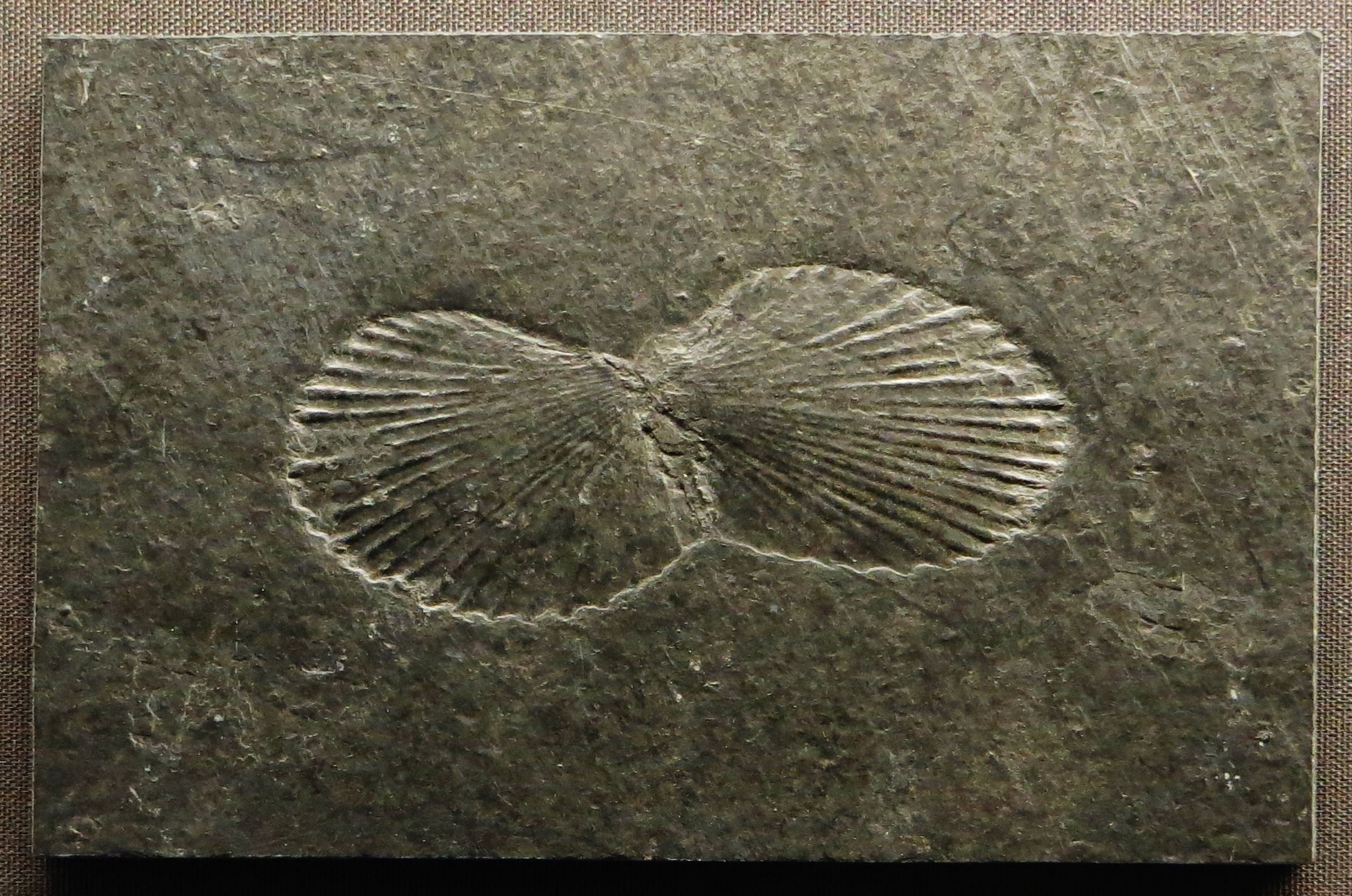
Pterinea
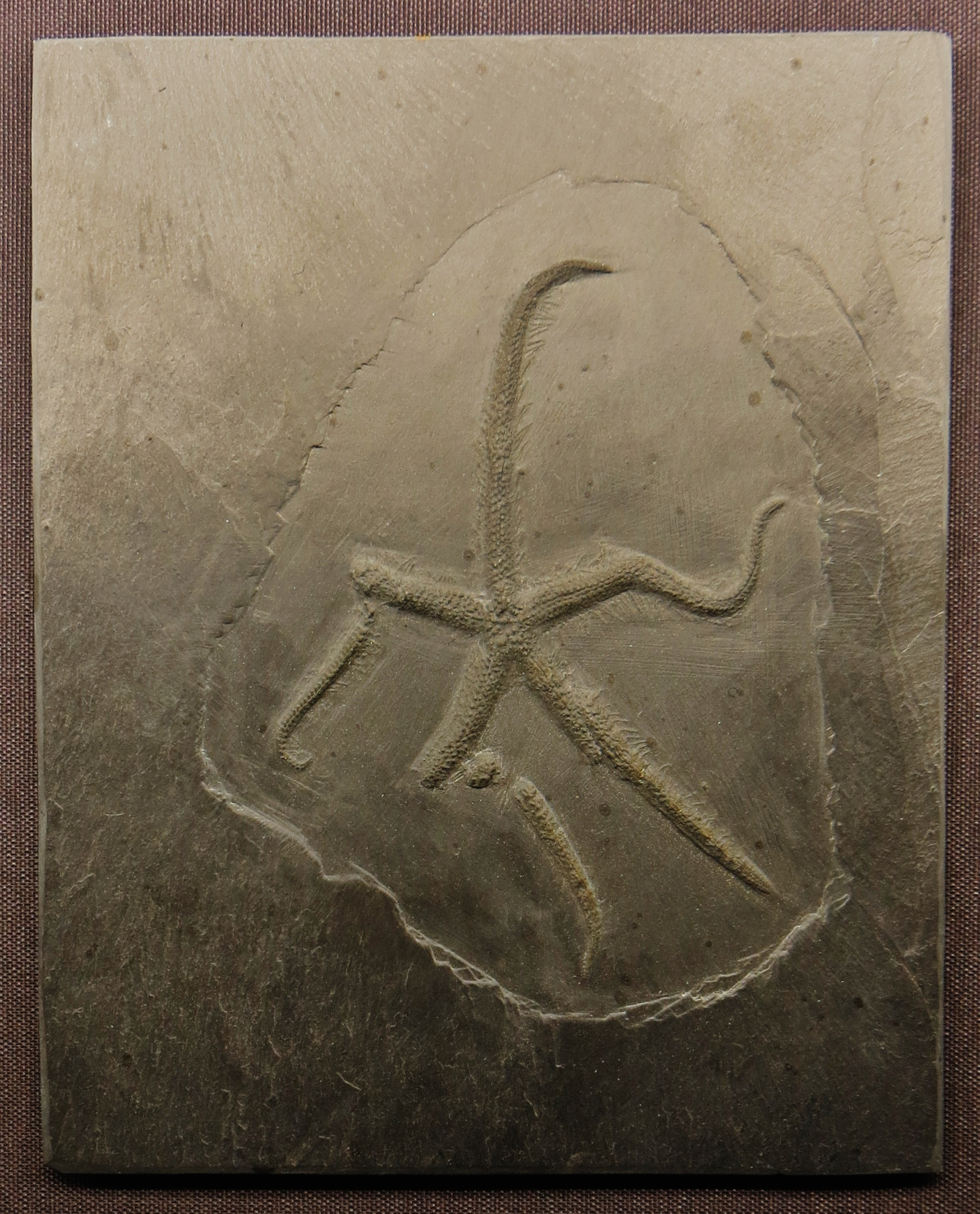
Roemeraster
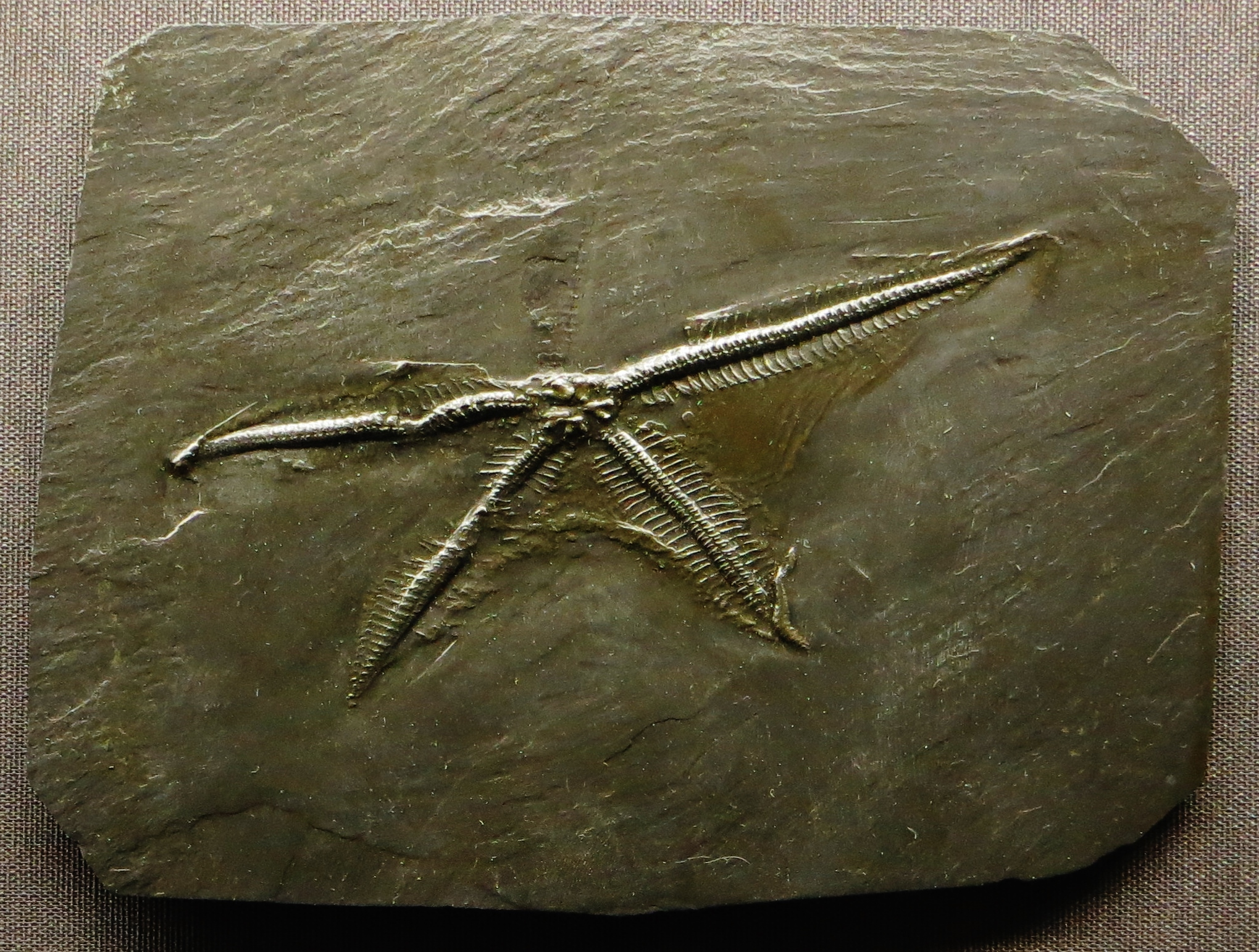
Loriolaster
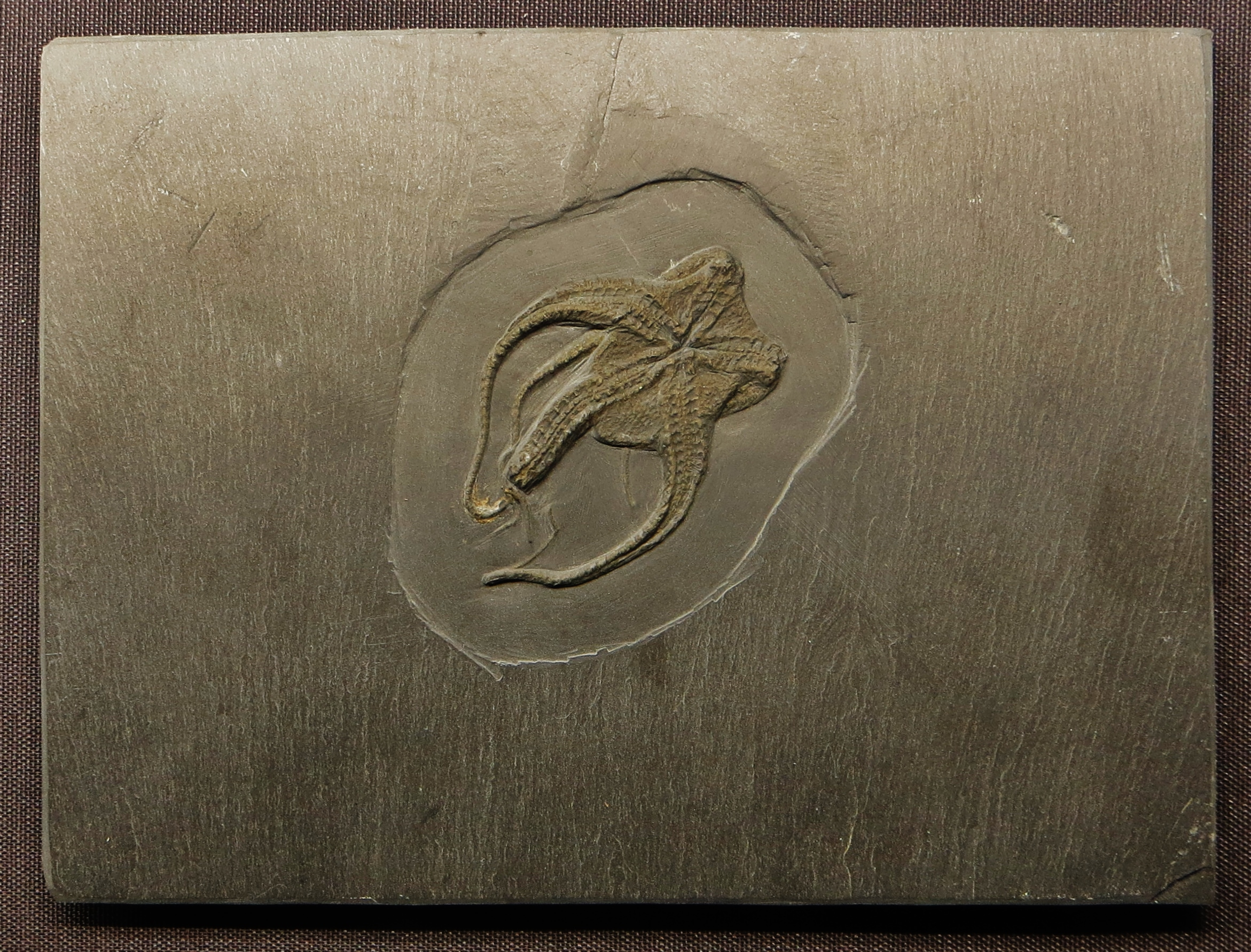
Bundebachia
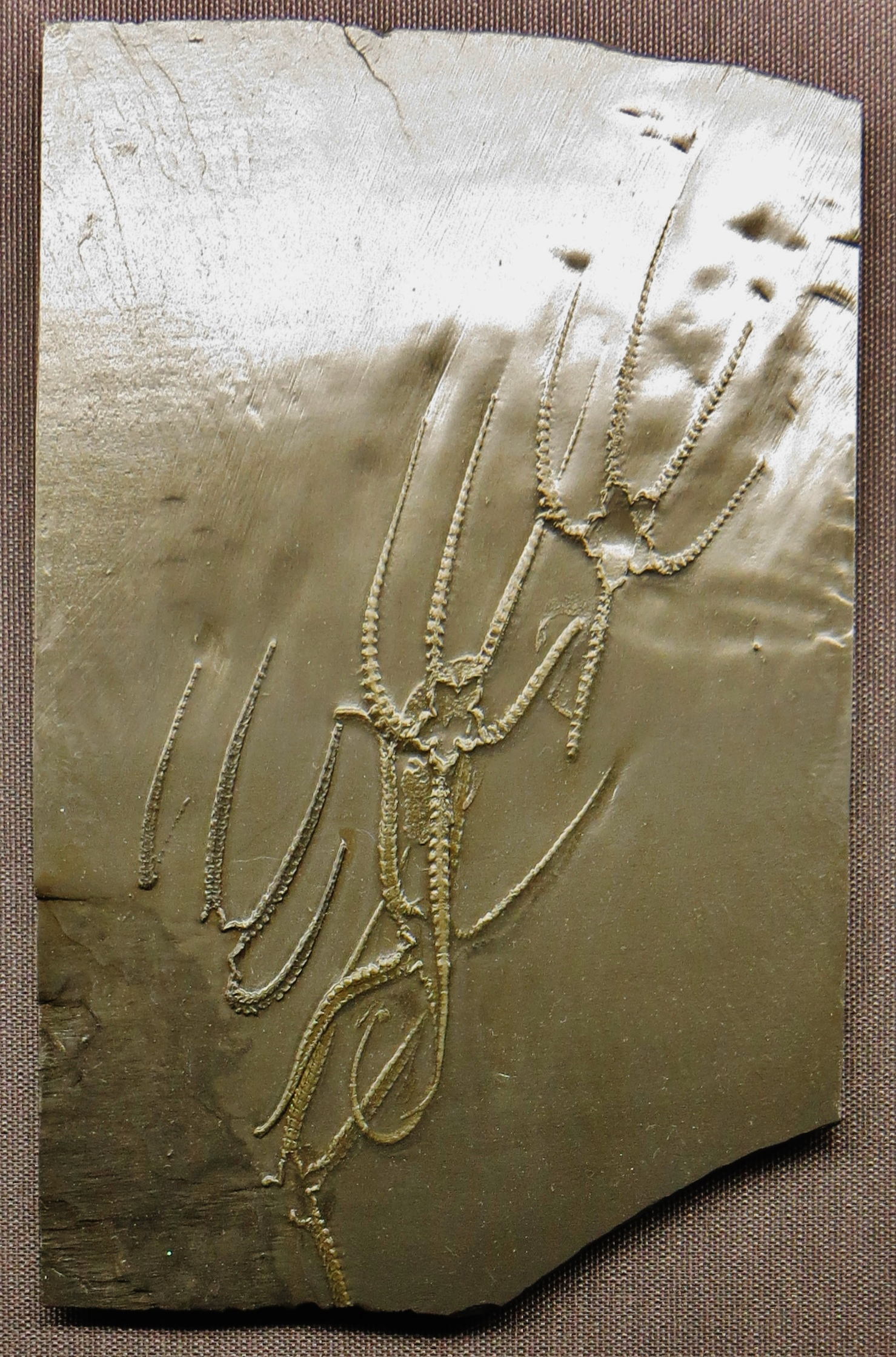
Ophiurella
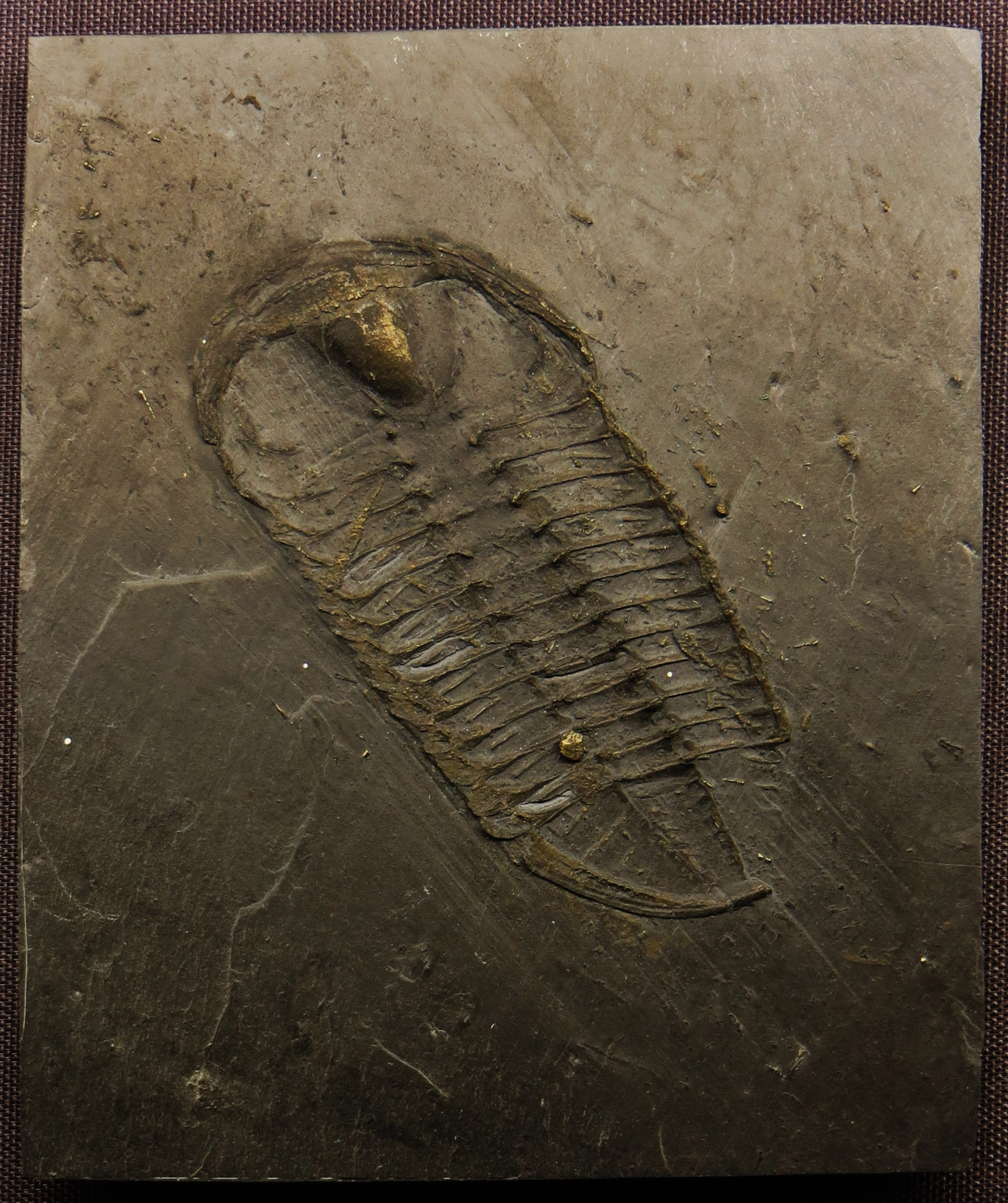
Phacops
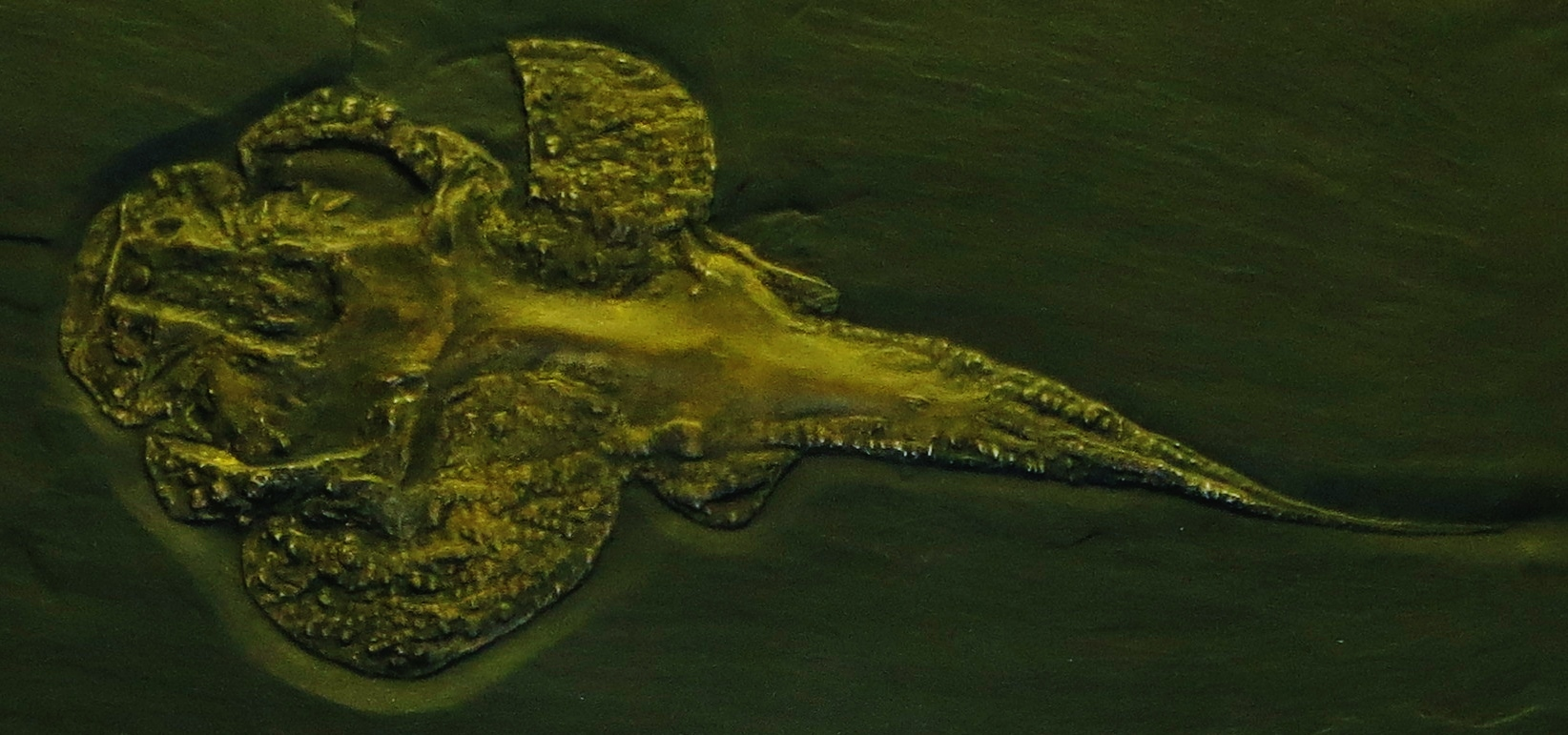
Gemuendina
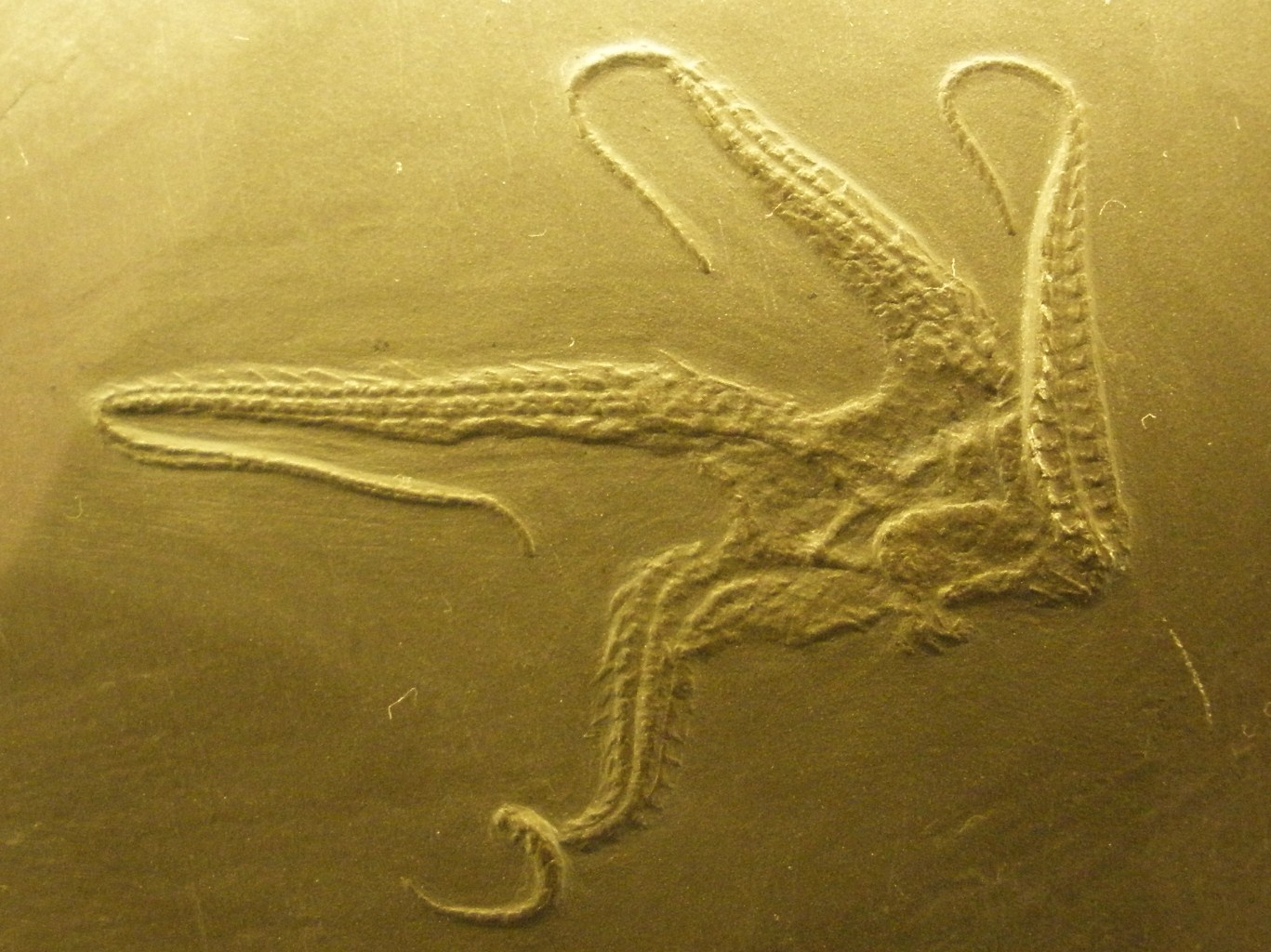
Taeniaster
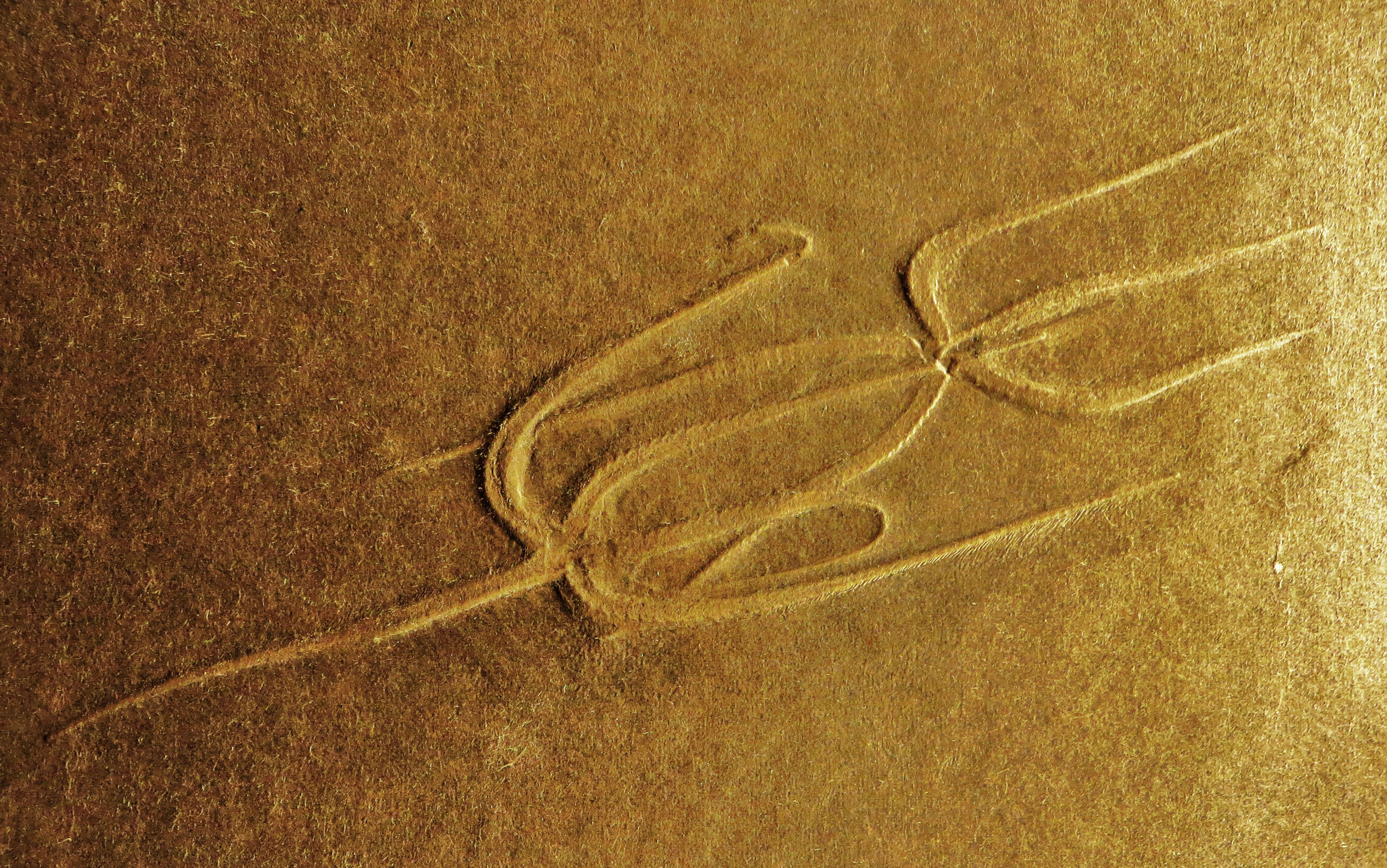
Furcaster
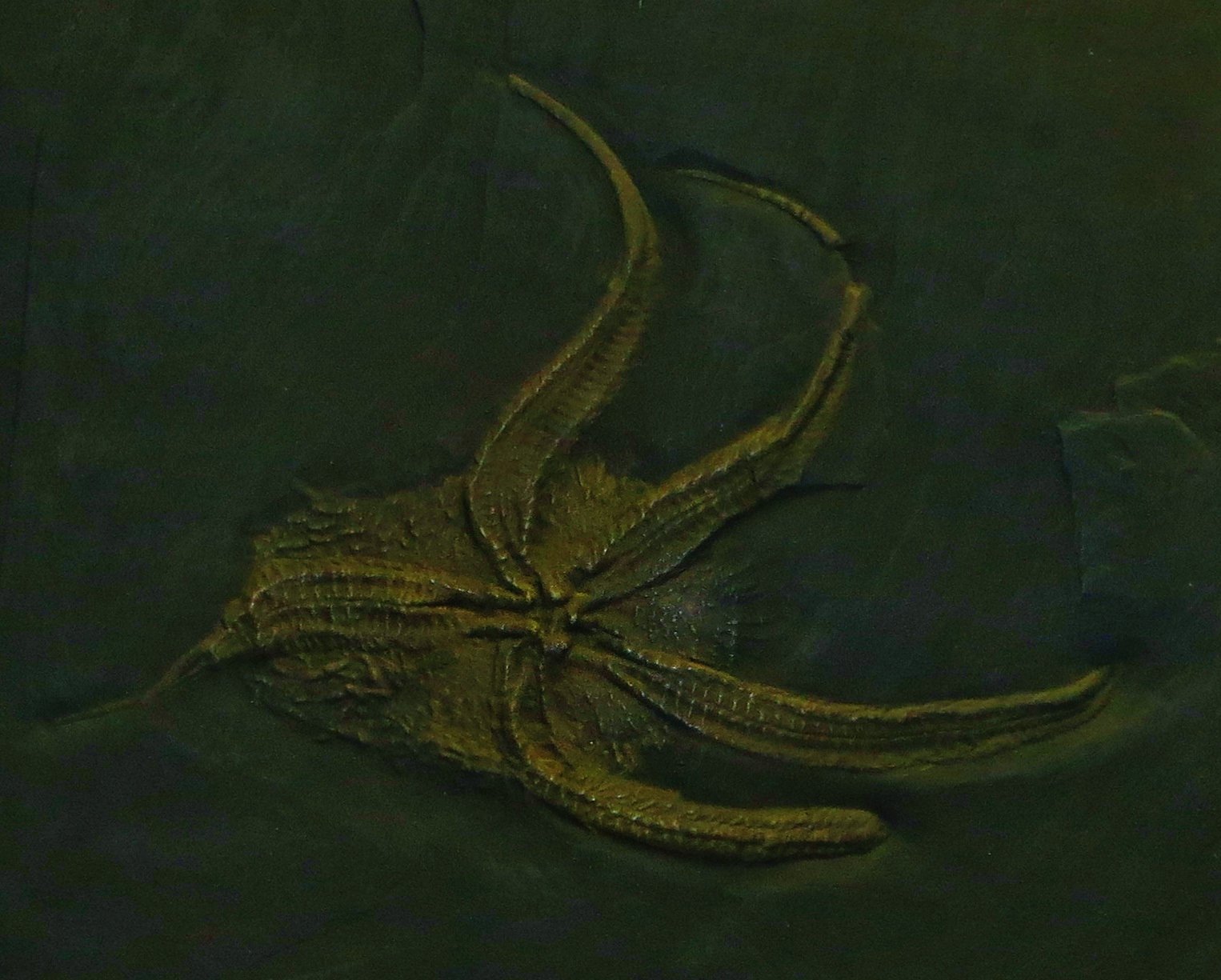
Mastigophiura
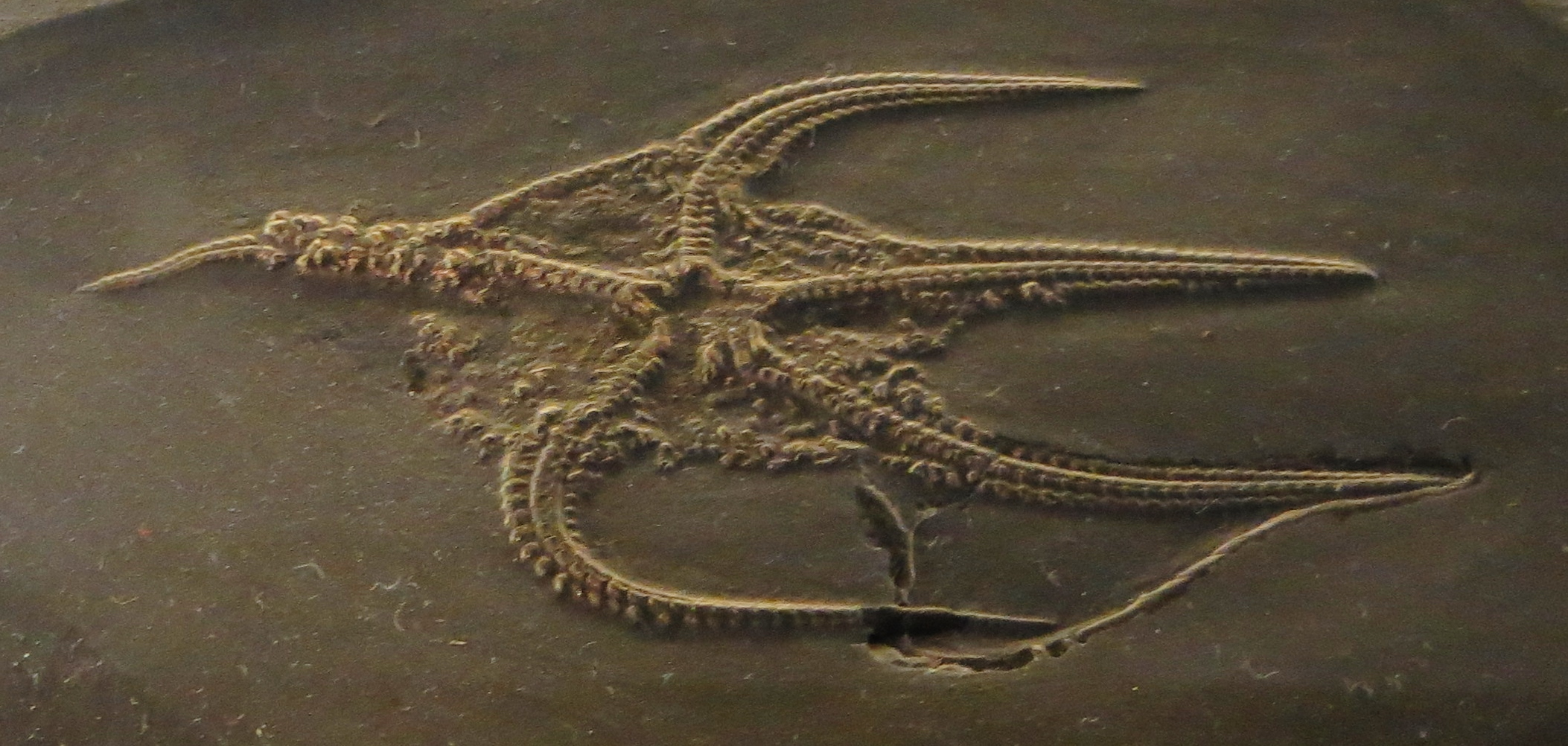
Encrinaster
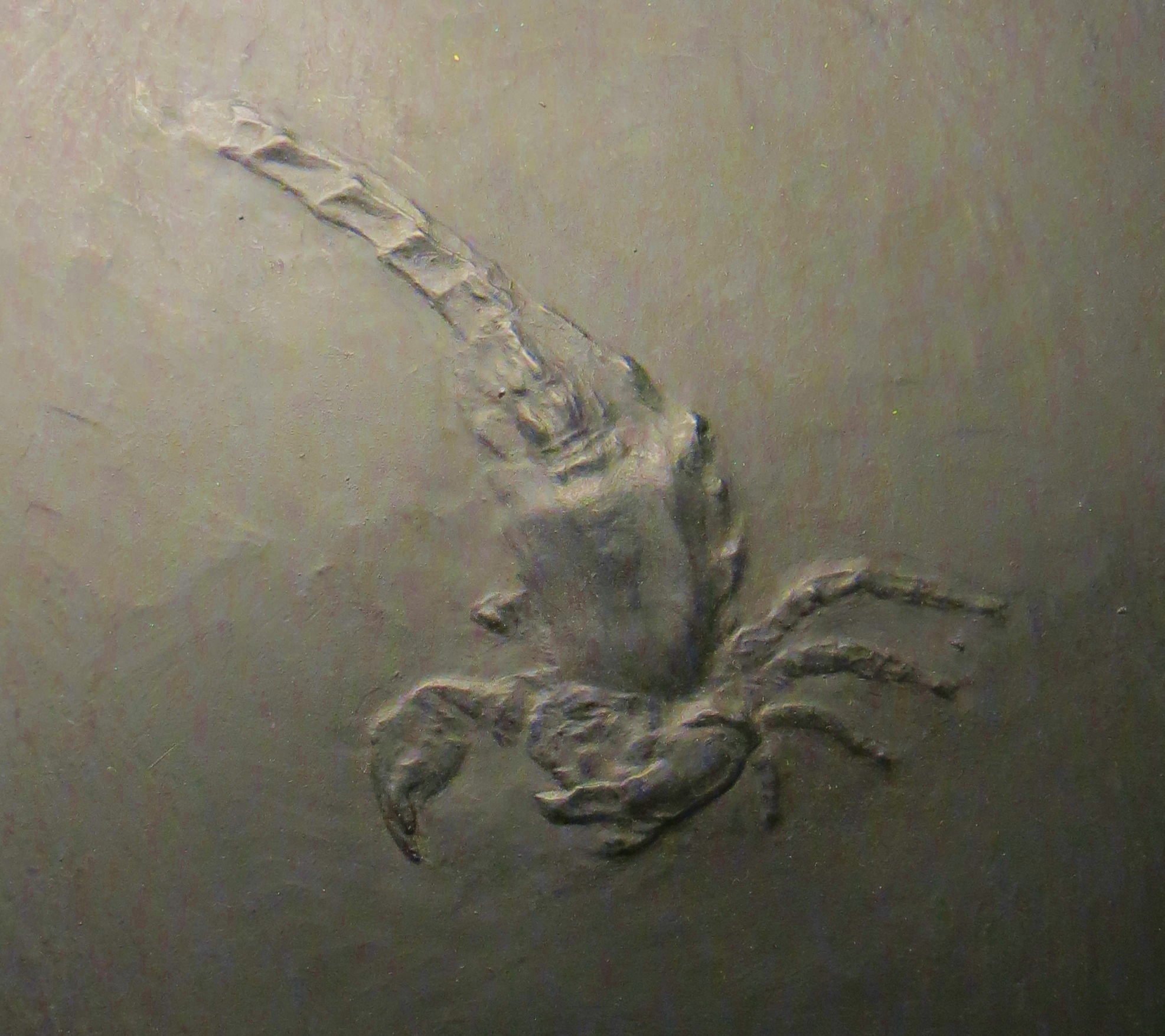
Palaeoscorpius
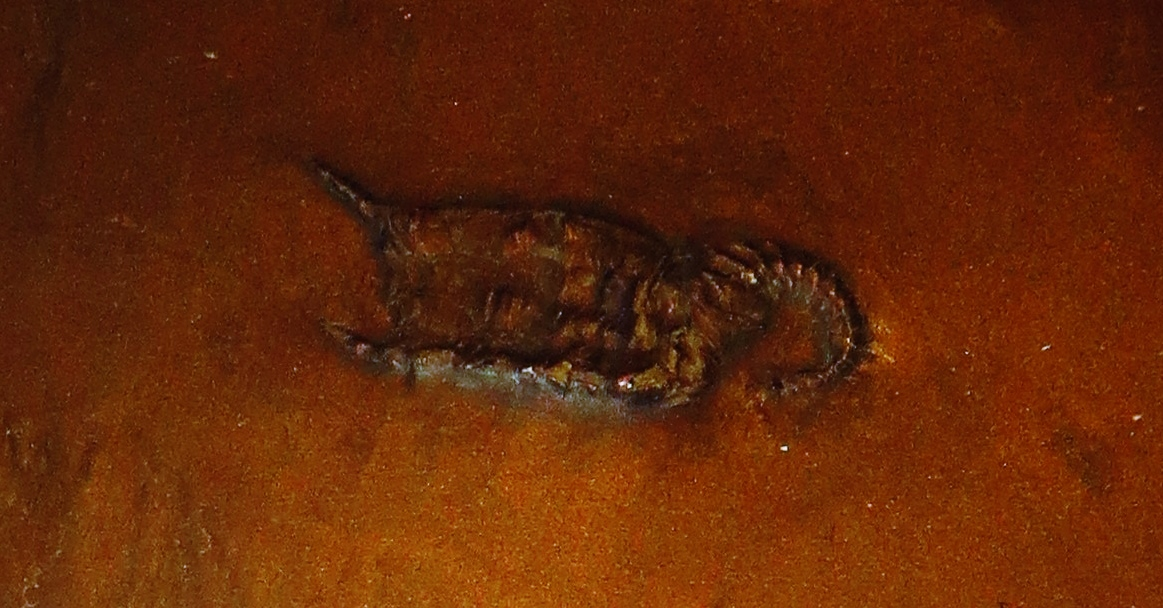
Rhenocystis
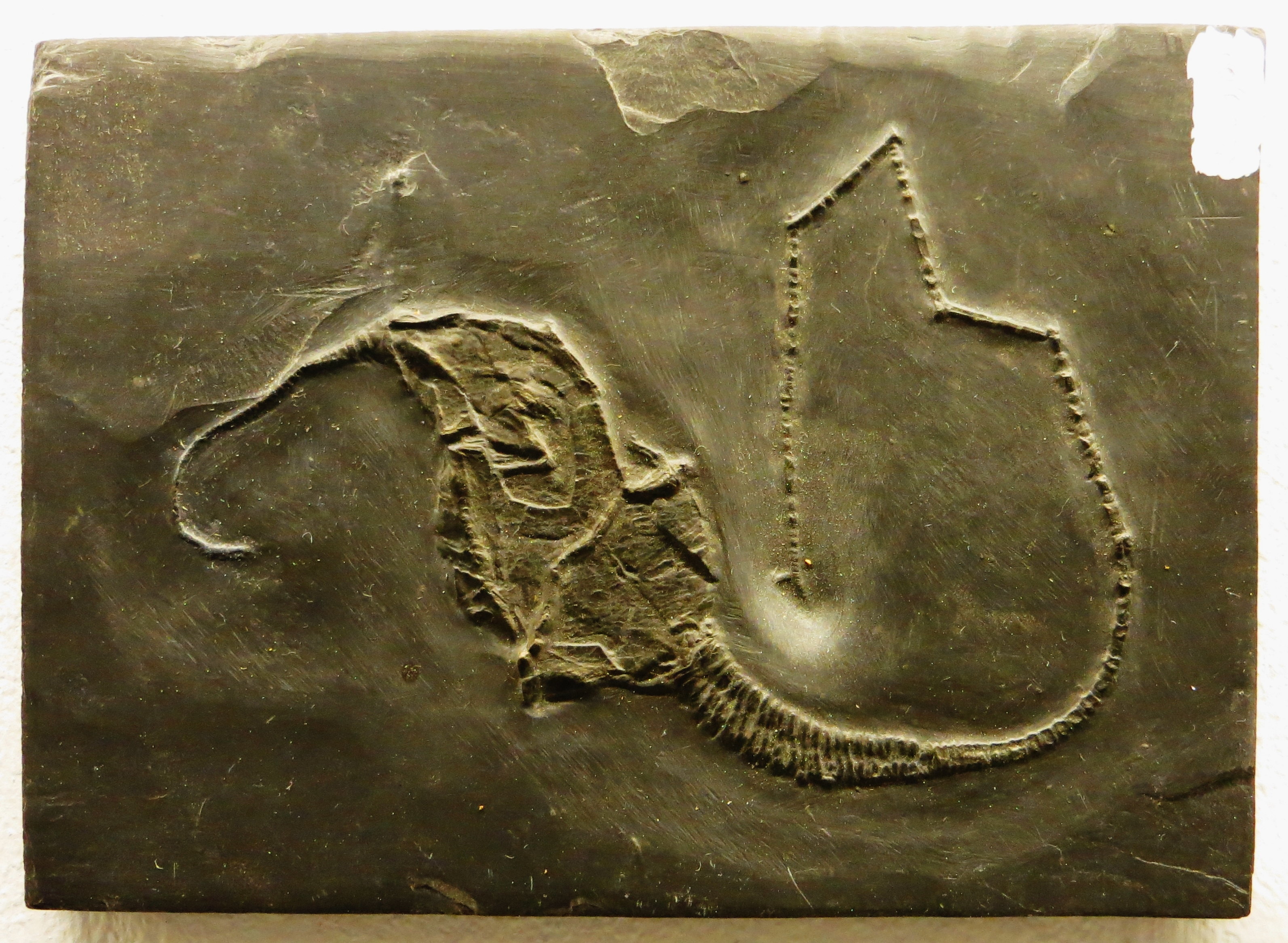
Regulaecystis
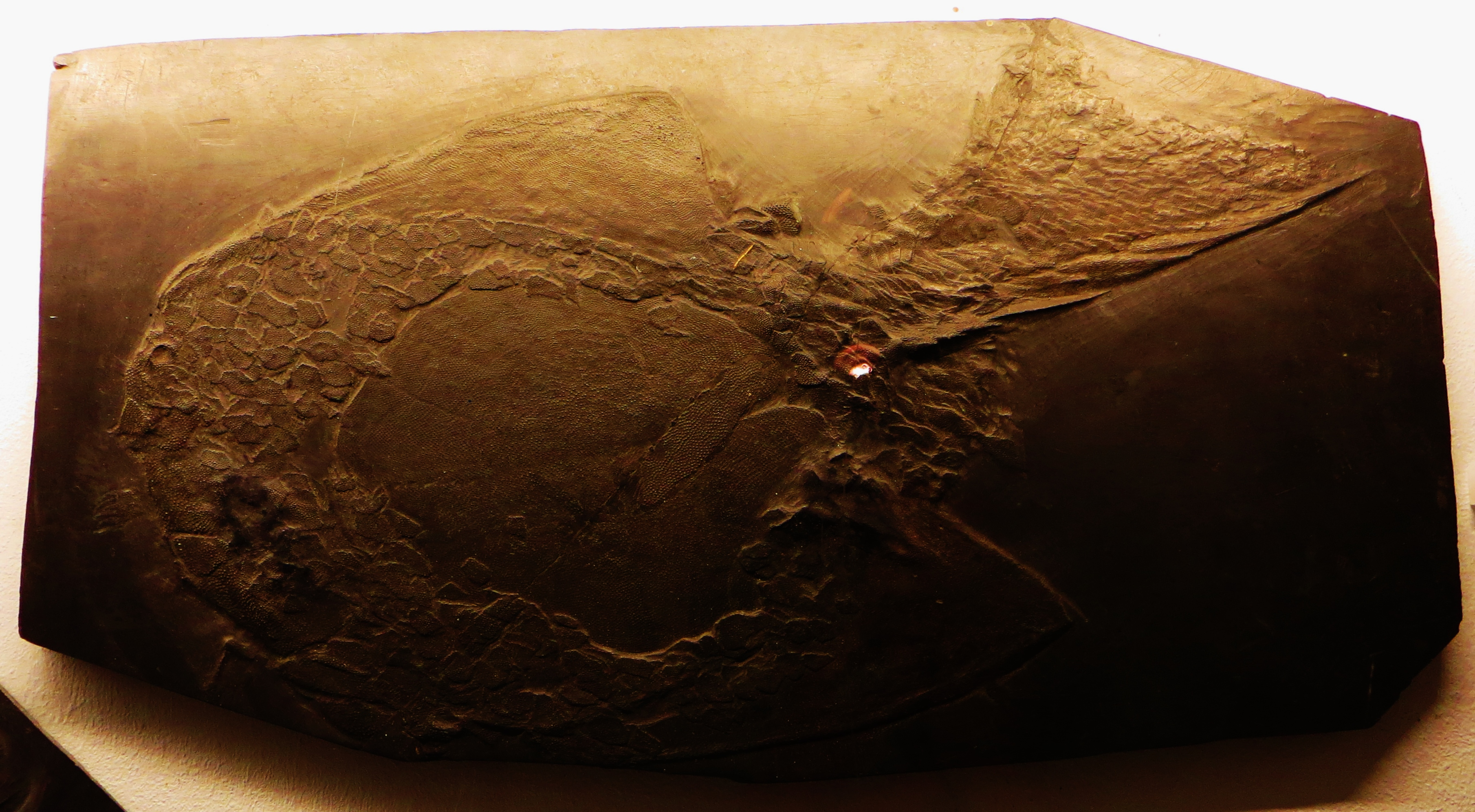
Drepanaspis
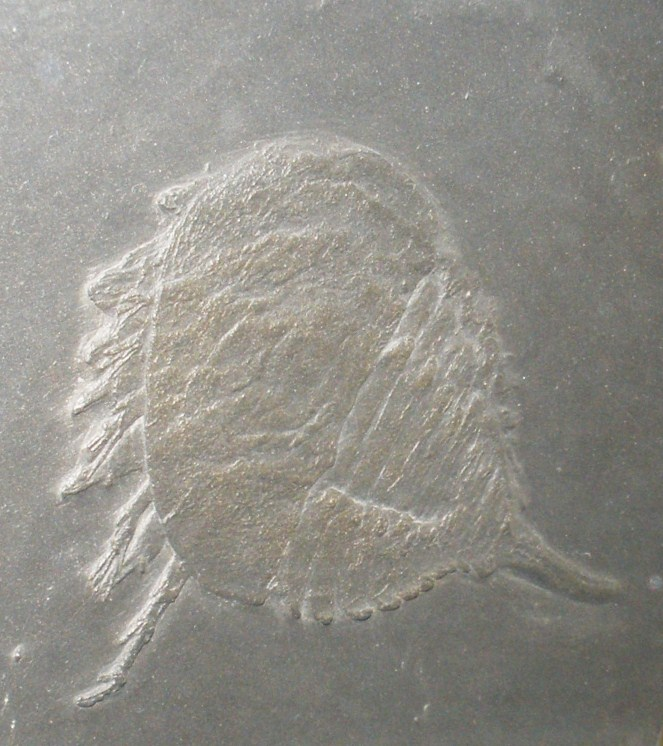
Weinbergina
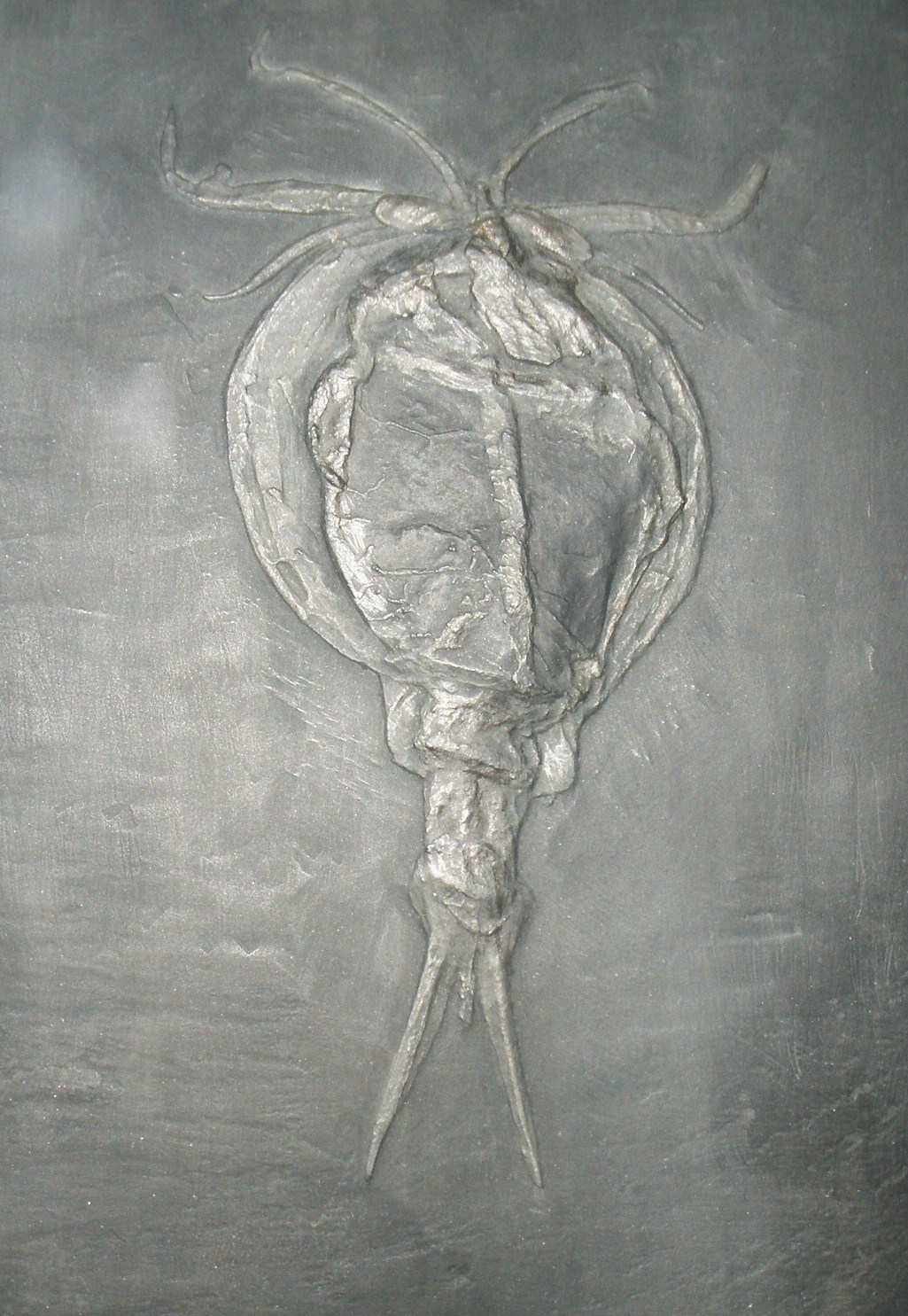
Nahecaris
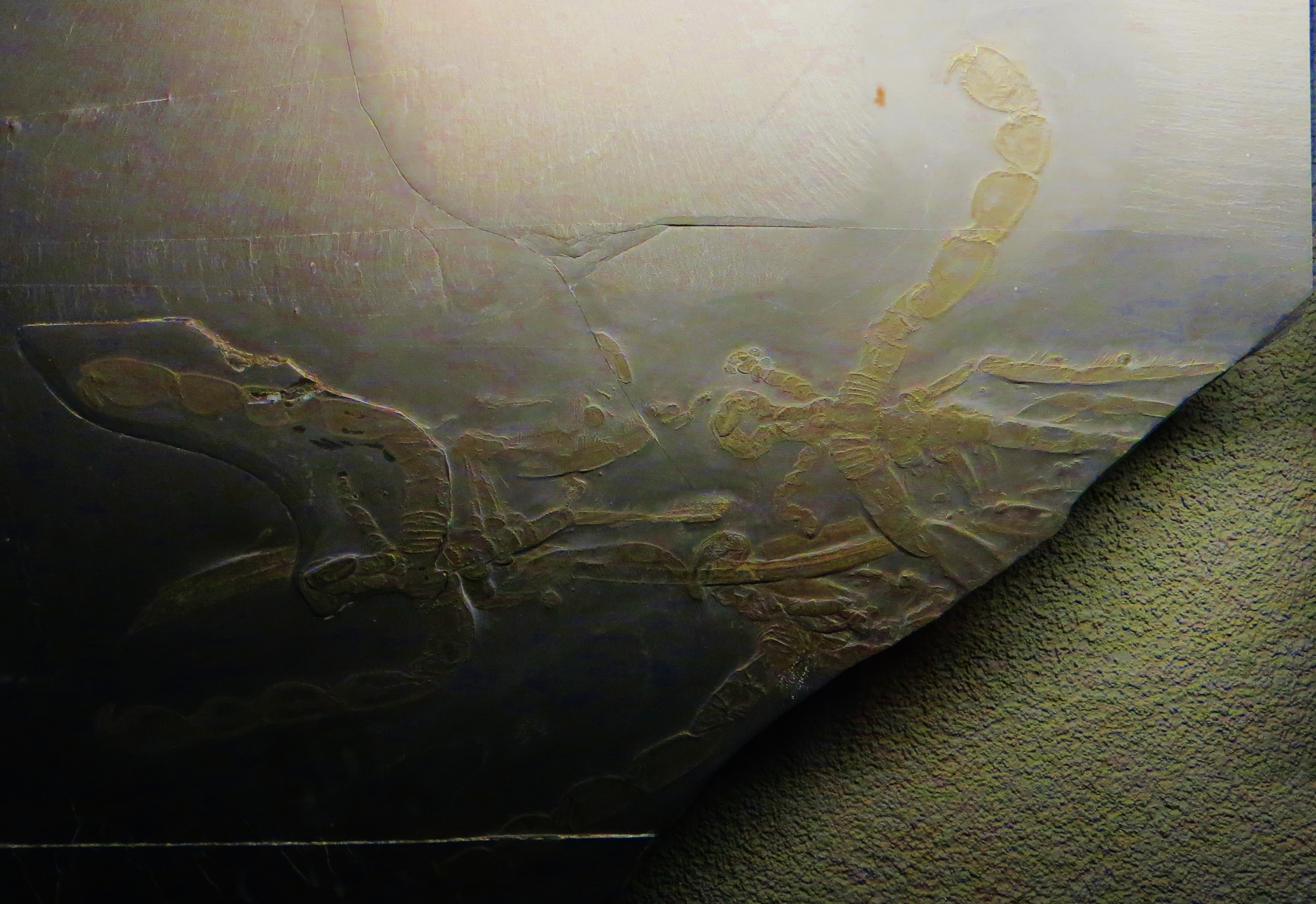
Palaeoisopus
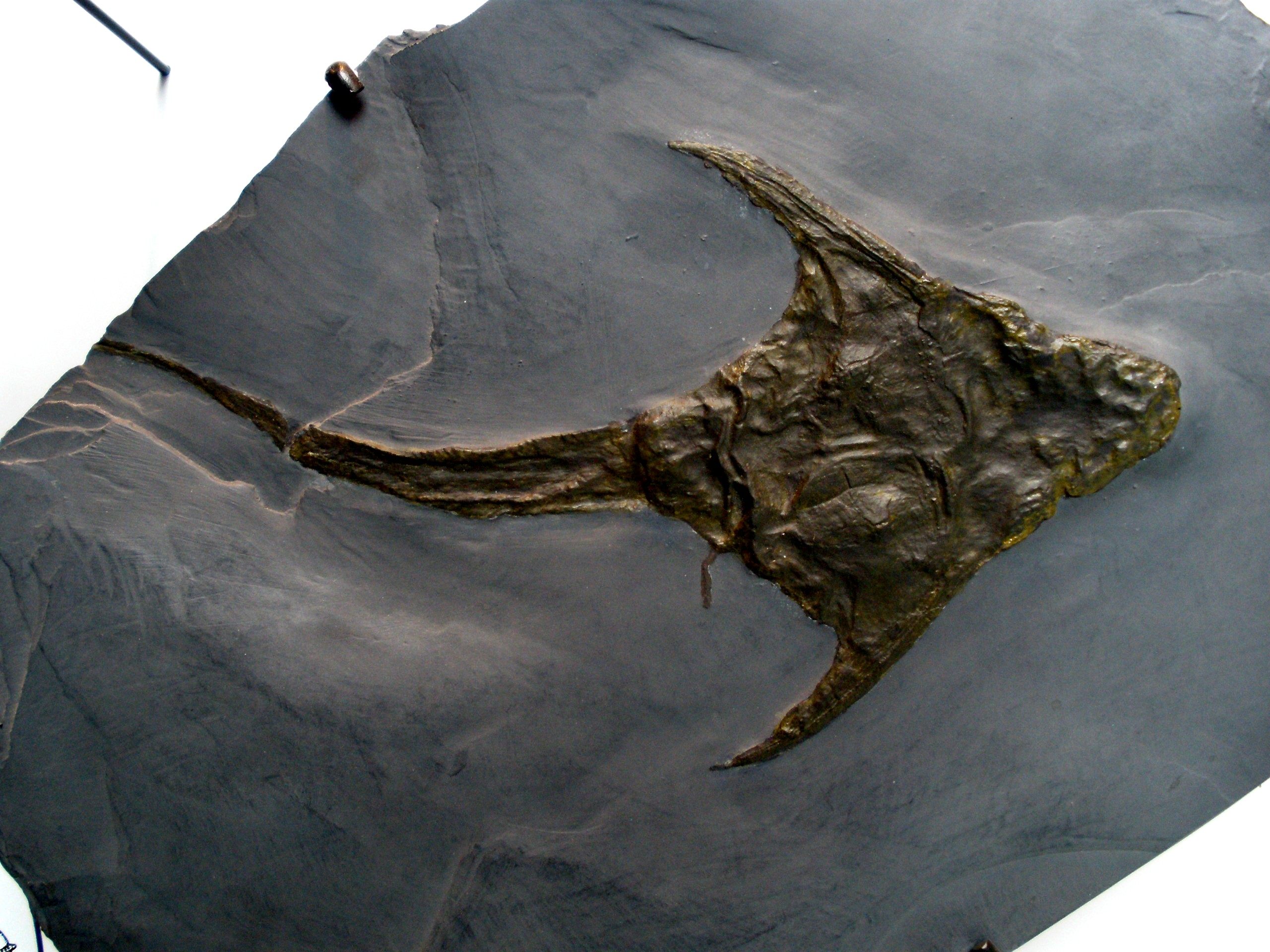
Lunaspis